# Terremoto de Mérida de 1894
El Terremoto de Mérida de 1894 también conocido como el Gran Sismo de Los Andes fue en terremoto ocurrido el 28 de abril de 1894 en la cordillera de Mérida.
Fue uno de los terremotos más grandes de los que se tenga registro en la historia sísmica de los Andes venezolanos y uno de los más fuertes que han ocurrido en Estado Mérida en Venezuela. La inmensa mayoría de las casas y edificios públicos en las 16 localidades afectadas, habían quedado total o parcialmente destruidos. Se estima que su epicentro ocurrió en el poblado de Chiguará donde el sismo fue más intenso.

## Sucesos
El 28 de abril de 1894, a tempranas horas de la noche, los habitantes de diversas partes de la entidad comenzaron a notar extraños comportamientos en los animales, tales como el movimiento nocturno de gran cantidad de serpientes, aves dejando sus nidos y volando lejos en horas de la noche, entre otros comportamientos que fueron documentados con curiosidad, por los periodistas e historiadores.
A las 10:15 p. m. de la noche, el sismo azotó el estado, múltiples apagones de luz ocurrieron en la entidad, las personas salieron de sus casas de inmediato y se refugiaron en las plazas. Los efectos del desastre no pudieron ser visibles sino hasta el día siguiente cuando la luz del sol permitió rescatar a los sobrevivientes, observar los desastres que habían ocurrido y desenterrar los cadáveres.
El 3 de mayo de 1894, el presidente del estado, Antonio Fernández envió un telegrama al Ministro de Relaciones Interiores, donde se informaba que las localidades de Jají, Tovar, La Mora, Estanques, Pueblo Nuevo, Chiguará, Lagunilla, San Juan, San José, La Meza, El Moral, Ejido, La Punta y Tabay se encontraban totalmente destruidos al igual que Mérida, siendo todavía mayores los estragos en Tovar, La Mora, Estanques, Lagunillas y Jají, así mismo pidiendo ayuda y recursos al entonces presidente Joaquín Crespo.
Las personas permanecían aún en las plazas, debido a que las viviendas en su totalidad habían quedado inhabitables, y eran auxiliados por los recursos otorgados por el Comandante de Armas del Estado. El Gobierno Nacional del país, que para entonces se estructuraba de forma federal dirigió telegramas a todos los presidentes de los Estados del país, informando sobre la tragedia de sufrida en los Andes venezolanos e instando a la recolección de fondos para ayudar a las víctimas. Para tal fin se crearon las Juntas de Socorro. Periódicos nacionales como "El Republicano" y "La Religión" fueron los primeros medios impresos nacionales en dar la noticia y El Nuevo Herald el primero en informar a nivel internacional.

## Efectos del terremoto y días siguientes
Luego del terremoto, se registró gran cantidad de lluvias en todo el estado, que se prolongaron por meses, grandes y numerosos deslizamientos en la cordillera de los Andes, una gran cantidad de árboles se quebraron y cayeron, se registraron más de 100 derrumbes. Tres o cuatro días después, todos los habitantes del estado fueron sorprendidos por un estruendoso sonido que "provenía de las cordillera andina", cuya causa se desconoce. 
En Chiguará según testimonios "una manzana" completa del poblado, se deslizó hacia el barranco con el que colinda el pueblo, las bases de las viviendas que se encontraban en las orillas de las del abismo, se socavaron y se precipitaron, y otras eran arrastradas por los deslizamientos. En la población de Lagunillas, se desbordó la Laguna De Urao, debido a los grandes masas de tierra que se deslizaron y cayeron sobre su superficie; Algunos tramos del ferrocarril Santa Bárbara - El Vigía además de los puentes y vías se doblaron y destruyeron.
Se derrumbaron las iglesias del Sagrario, Belén y Milla y las demás habían quedado inaccesibles, El Presbítero de la Catedral se derrumbó, lo mismo que el de la Iglesia del Carmen. La torre de la iglesia "El Llano" quedó tan frágil que pocos días después se derrumbó. Se había desplomado el techo de alrededor de 60 a 70 casas, el resto de los edificios que se conservaban en pie se encontraban hundidos, destruidos o inhabitables, y, prácticamente todos, fuertemente perjudicados.
Según Tulio Febres-Cordero, la cifra de personas que habían quedado sin hogar era mayor de 21.000 y el gobierno estimaba alrededor de 300 víctimas. El terremoto también causó daños en las localidades de Valera en el estado Trujillo, y en localidades de Colombia como Cúcuta y Pamplona

## Ayuda Nacional
El 7 de mayo, el presidente de la República decretaba, tras petición del Congreso Nacional, una contribución de 80 mil bolívares para el alivio de las necesidades que afligían a las poblaciones afectadas por la tragedia, encargando al Ministro de Relaciones Interiores para que nombrara una Comisión que llevaría auxilio a Los Andes, para a lo cual se pondrían a su disposición en el puerto de la Guaira uno de los buques de la Armada nacional y otro o más buques si fueran necesarios, para que se trasladasen de inmediato al Puerto de la Ceiba, conduciendo las mercancías, víveres y dinero, socorros y a aquellos familiares que tuvieran parientes o intereses en las zonas afectadas a trasladarse a la zona.
El 8 de mayo, por disposición del Gobierno Nacional se nombra la Junta Central de la Ciudad de Mérida, para que se encargase de la distribución de las ayudas recibidas para los afectados por el terremoto en el Estado de los Andes. Esta junta se instala el 28 de mayo, siendo Tulio Febres Cordero el Secretario. El 31 de mayo se dicta un acuerdo para establecer Juntas Subalternas en las diferentes parroquias del estado, para realizar la distribución de las ayudas.
Previa a la Junta Central, había sido formada por el Gobierno del Estado, la Junta General de Socorro, la cual estableció que las ayudas recibidas en dinero fueron destinadas a la reconstrucción, y que “los vecinos que hubiesen sufrido perjuicio en sus viviendas debían dirigir una comunicación a la Junta donde expusieran la clase de daños sufridos, esta comunicación debía estar firmada por el cura y el jefe civil de la parroquia; las solicitudes eran evaluadas por la junta del distrito y por la general para hacer una distribución más justa y equitativa. La Junta General de Socorro acordó de manera especial otorgar socorro para los hospitales, iglesias y demás edificios públicos.
De todas las ciudades y pueblos llegaron socorros, sobre todo de alimentos y ropa. En Caracas, y Valencia los músicos realizaron conciertos benéficos para los afectados por la tragedia. El 23 de mayo se publica por primera vez el periódico “Obolo para Los Andes”, a un costo de 2 bolívares, con el fin de recaudar fondos para las víctimas de la tragedia, este periódico tuvo publicaciones ocasionales donde se compilaban artículos de otros periódicos referentes al terremoto.

## Reconstrucción
Para agosto de 1894 ya se habían reconstruido una gran cantidad de casas, y comenzó la modernización de la capital del estado, a comienzos del siglo XX. Permitiendo la construcción de mejores edificios sobre las ruinas de los anteriores, la construcción de iglesias más grandes, y la reconstrucción de los poblados.

## Pérdidas Humanas
El Nuevo Herald estimaba la cifra de afectados en más de 10.000 personas, al mismo tiempo pedía
"una suscripción popular en auxilio a las víctimas"
A lo que el 20 de junio el periódico "Obolo Para Los Andes" respondió:
“ni tantas ni las 300 que dijo el gobierno. El mismo periódico neoyorquino propone que se abra una suscripción popular en auxilio a las víctimas de nuestra Patria. Aunque se quede en proyecto, agradecemos como venezolanos, al primer periódico del mundo su buena voluntad”
Se estima que alrededor de 300 a 400 personas perdieron la vida, y el número de damnificados pudo ser mayor de 21.000

## Réplicas
Se registraron alrededor de 16 sismos de menor escala durante los días siguientes, que terminaron de derribar aquellos edificios que se encontraban en condiciones precarias, entre los que destacan la primera réplica, que ocurrió a las 03:00 a. m. el día 29 de abril, en la ciudad de Mérida y el ocurrido en Santa Cruz de Mora el 11 de mayo, donde, según testimonios el sismo duró alrededor de un minuto, lo que derivó en grandes deslizamientos, y una "nube de polvo" que se alzó sobre las montañas y la población, llegando a temblar 10 veces ese mismo día, en menor escala, pero aún causando daños sobre la población de Santa Cruz de Mora siendo una de las más afectadas.

## Ayuda Internacional
- Colombia
- Imperio alemán
- Italia